# Les Sirènes du Vieux-Port
Les Sirènes du Vieux-Port est la deuxième histoire de la série Léo Loden par Christophe Arleston et Serge Carrère. Elle est publiée pour la première fois en 1992 aux éditions Soleil avant d'être rééditée en 1999.

## Synopsis
Tout juste installé, Léo Loden découvre le métier de détective privé. À court d'argent, il se voit embarqué dans une enquête commanditée par un riche homme d'affaires marseillais propriétaire d'un club de football. Loden est chargé d'élucider en toute discrétion la disparition d'une jeune femme : la maîtresse de l'un des joueurs les plus connus du club...

## Lieux et monuments dessinés
Contrairement au premier album Terminus Canebière, dans lequel l'action se déroule intégralement à Marseille, l'intrigue se développe ici non seulement à Marseille mais également à Aix-en-Provence. On distingue ainsi, outre plusieurs dessins du Vieux-Port ainsi qu'un passage qui se déroule dans le vallon des Auffes, plusieurs fontaines du cours Mirabeau. L'enquête mène également les personnages dans le centre commercial du Centre Bourse à Marseille et à l'aéroport Marseille Provence.

## Clins d'œil
- Bien que son nom ne soit jamais cité, le riche homme d'affaires marseillais propriétaire du club de foot n'est autre que Bernard Tapie. Son visage est cependant caché jusqu'à la page 27 de l'album où l'on reconnait enfin le véritable homme d'affaires.
- Lorsque dans un ascenseur, un jeune des quartiers nord agace tonton Loco en chantant Peuples du monde de Tonton David, Loco riposte en chantant Ah ! le petit vin blanc jusqu'à faire taire le jeune homme.